# Els Cards
Els Cards és una urbanització de Sant Pere de Ribes que es troba a uns 3 km al SO del nucli de Ribes, entre la C-246a i la serra dels Paranys. Es va començar a construir a finals dels anys 60 del segle xx amb el nom de San Pedro del Mar, però amb l'arribada de la democràcia se li canvià el nom. El 2023 tenia 328 habitants.